# Dover (Delaware)
Dover ist eine Stadt im Kent County im US-Bundesstaat Delaware, Vereinigte Staaten und ist Sitz der Countyverwaltung sowie Hauptstadt des Bundesstaates Delaware. Das U.S. Census Bureau hat bei der Volkszählung 2020 eine Einwohnerzahl von 39.403 ermittelt.
Dover liegt im geographischen Zentrum von Delaware und ist etwa 140 km von Philadelphia und Washington, D.C. entfernt. Die Stadt liegt auf der Delmarva-Halbinsel.

## Geschichte
Dover wurde 1683 von William Penn gegründet. 1717 betrug die Größe der Stadt bereits 125 Morgen. 1881 begann man damit, eine unterirdische Wasserversorgung zu legen, damals hauptsächlich zur Brandbekämpfung. Um 1900 begann man mit der Stromerzeugung durch Dampfmaschinen, zuerst nur für die Straßenbeleuchtung. Ab 1902 begann man die kommerzielle Nutzung des erzeugten Stroms und verkaufte ihn sowohl innerhalb der Stadt als auch an umliegende Regionen. Auch heute noch ist Dover ein Stromproduzent mit derzeit 181 Megawatt. Der Erlös aus den Stromverkäufen beläuft sich auf rund 46 Millionen USD.
Das größte Wachstum verzeichnete die Stadt in den Jahren nach dem Ersten und Zweiten Weltkrieg. Die Fertigstellung des DuPont Highway 1924 trug sein Übriges zum Wachstum der Stadt bei. In den Jahren 1925 bis 1936 wurden die Stadtgrenzen erweitert und die Infrastruktur verbessert. 1937 zog die International Laytex Corporation nach Dover um und brachte die erste nicht-landwirtschaftliche Industrie nach Dover und war seitdem ein wichtiger Arbeitgeber.
In den Jahren vor dem Zweiten Weltkrieg erwarb die Stadt Dover Gelände für den Bau eines Flughafens. Das Gelände wurde erschlossen und war während des Zweiten Weltkrieges die Luftwaffenbasis der Luftstreitkräfte in Dover. Nach dem Krieg wurde der Stützpunkt auf ein Minimum reduziert und erst ab 1954 erneut für den militärischen Lufttransport genutzt. Die Dover Air Force Base ist heute die Stelle, wo die im Ausland getöteten Soldaten ins Heimatland zurückkehren und von ihren Angehörigen empfangen werden.

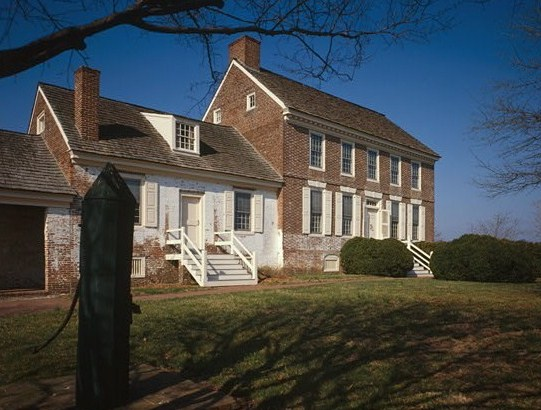
John Dickinson House (1982)

Ein Bauwerk in Dover hat den Status einer National Historic Landmark, das John Dickinson House. 21 Bauwerke und Stätten der Stadt sind im National Register of Historic Places (NRHP) eingetragen (Stand 1. November 2018).

## Dover heute
Heute ist Dover eine blühende Gemeinde mit vielen Wohnungen, funktionierendem Handel und einer ansehnlichen Industrie. Die Stadt hat vier Grundschulen und fünf Colleges, eine öffentliche und die staatliche Bibliothek, die den Einwohnern kostenlos zur Verfügung stehen. Inzwischen haben sich 13 bedeutende Industrieunternehmen in Dover angesiedelt und bieten ausreichend Arbeitsplätze. Für den Schutz der Bürger sorgen 80 Polizisten des Dover Police Department.

## Bildung
Die Stadt ist Sitz der Delaware State University. Außerdem gibt es hier eine Außenstelle der in Newark beheimateten University of Delaware.

## Söhne und Töchter der Stadt
- James Sykes (1761–1822), Politiker
- Henry Moore Ridgely (1779–1847), Politiker
- Joseph P. Comegys (1813–1893), Politiker
- Nathaniel B. Smithers (1818–1896), Politiker
- William Paine Lord (1838–1911), Politiker
- Annie Jump Cannon (1863–1941), Astronomin
- William Denney (1873–1953), Politiker
- Josiah O. Wolcott (1877–1938), Politiker
- Stanley Cole (1945–2018), Wasserballspieler
- Murphy Guyer (* 1952), Schauspieler
- Doug Hutchison (* 1960), Schauspieler
- Teri Polo (* 1969), Schauspielerin
- Kathaleen McCormick (* 1979), Juristin
- Rocky Myers (* 1982), Schauspieler und Model, Football-Spieler
- Madison Brengle (* 1990), Tennisspielerin